# Shaun Murphy

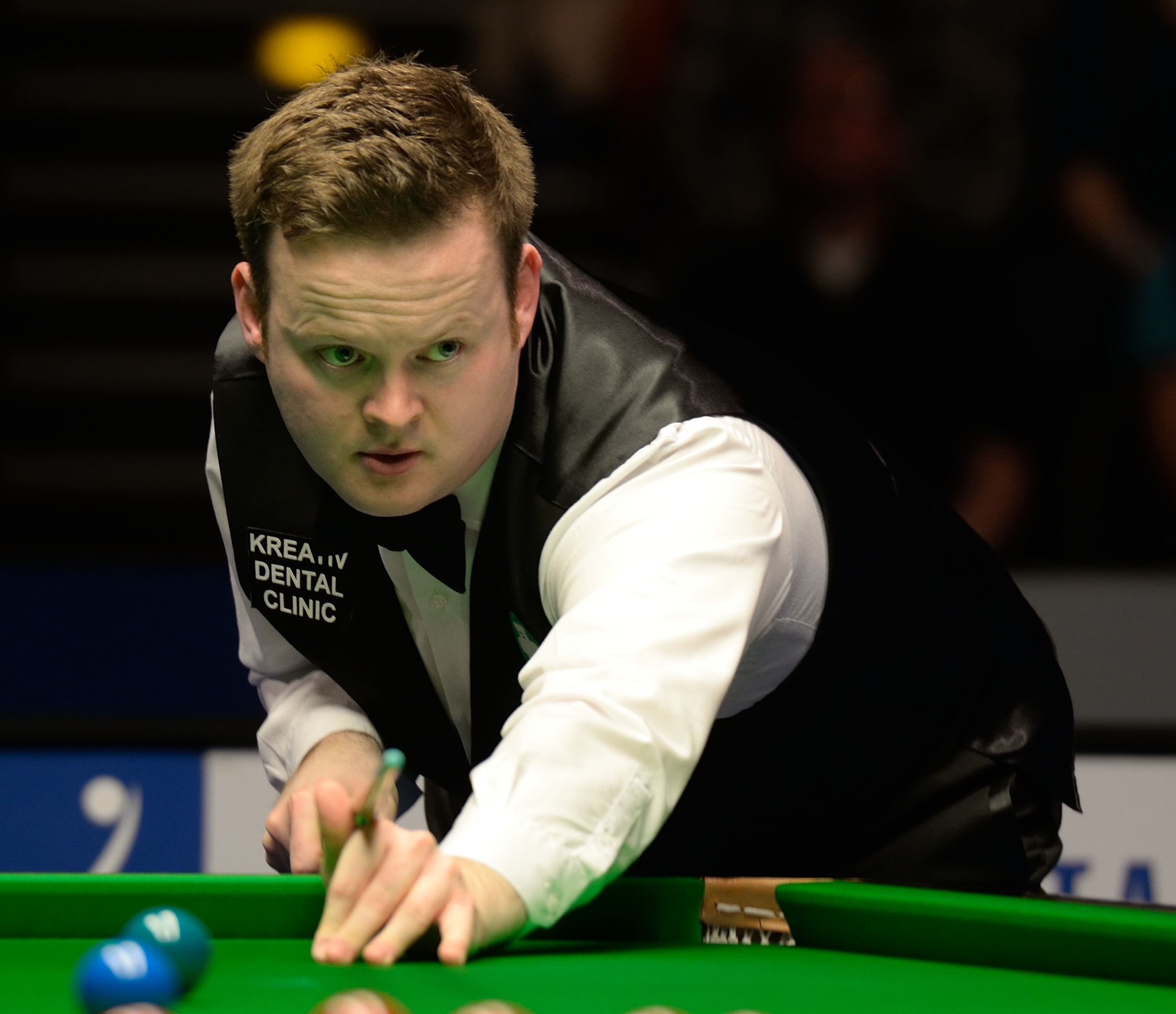
Shaun Murphy, 2015.

Shaun Murphy, född 10 augusti 1982 i Harlow i Essex, är en engelsk snookerspelare.

## Karriär
År 2005 vann Murphy sensationellt världsmästerskapen i snooker. Han var den näst yngste, efter Stephen Hendry, och den lägst rankade segraren någonsin. Under 2007 tog han sin andra seger på proffstouren genom att vinna Malta Cup, där han i finalen besegrade Ryan Day. Han upprepade segern året därpå, men då hade Malta Cup förlorat sin rankingstatus. Säsongen 2008/09 började uselt för Murphy som inte gick vidare från första omgången i någon av de fyra första rankingturneringarna. Han tog dock revansch i 2008 års sista turnering UK Championship som han vann efter att ha slagit Marco Fu i finalen med 10-9. I VM 2009 gick Murphy till final, där han föll med 9-18 mot John Higgins. Murphy fick dock revansch redan veckan därpå, då han vann den första upplagan av World Series of Snooker, efter att ha slagit Higgins i finalen.
Murphys spel kännetecknas av en mycket god köföring, och han kan även spela med vänster hand när så krävs. Under sina första år på touren var han känd för sitt extremt offensiva spel, där han (ofta framgångsrikt) satsade på långa stötar. På senare tid har han dock minskat ned på denna typ av spel, och har blivit mer allround.
Murphy innehar, tillsammans med Dave Harold rekordet för det längsta framet någonsin inom professionell snooker: I första omgången av China Open 2008 tog deras åttonde och sista frame 93 minuter och 12 sekunder att spela, vilket var 13 sekunder längre än det gamla rekordet.
Murphy slog rekordet att spela tre perfekta "frames" 147:or den 23 november 2014. Första någonsin att få tre 147:or på ett kalender-år.

## Titlar

### Rankingtitlar
- VM - 2005
- Malta Cup - 2007
- UK Championship - 2008
- Finalspelet i Players Tour Championship 2010/2011
- World Open – 2014
- World Grand Prix – 2016
- Gibraltar Open – 2017
- China Championship – 2019
- Welsh Open – 2020

### Mindre rankingtitlar
- Euro Players Tour Championship 2 - 2010
- Gdynia Open – 2014
- Bulgarian Open – 2014
- Ruhr Open – 2014

### Övriga titlar
- Benson & Hedges Championship - 2000
- Challenge Tour Event 3 – 2001
- Challenge Toir Event 4 – 2001
- Malta Cup - 2008
- World Series of Snooker Grand Final – 2009
- World Series of Snooker Killarney - 2009
- Premier League - 2009
- Wuxi Classic - 2010
- Brazil Masters - 2011
- Masters – 2015
- Champions of Champions – 2017